# Eria corneri
Eria corneri är en orkidéart som beskrevs av Heinrich Gustav Reichenbach. Eria corneri ingår i släktet Eria och familjen orkidéer. Inga underarter finns listade i Catalogue of Life.